# Strage di Torre di Capo Berta
La Strage di Torre di Capo Berta fu l'uccisione di venti partigiani e ostaggi, compiuta dalle forze nazifasciste, tra il gennaio e il febbraio 1945, nella provincia di Imperia, come rappresaglia per la morte di due militari tedeschi precedentemente catturati dai partigiani.

## Eventi precedenti la strage
Nell'area operavano la 34. Infanterie-Division tedesca, integrata con altri reparti, assieme alla 3ª Divisione fanteria di marina "San Marco", della RSI addestrata in Germania affiancata da altre strutture armate repubblichine: i Cacciatori degli Appennini e la Compagnia di ordine pubblico (Op) della 33ª legione della Guardia Nazionale Repubblicana di Imperia, contro queste combattevano i partigiani della IV Brig. "Elsio Guarrini" della II divisione d'assalto Garibaldi "Felice Cascione".
Il 3 gennaio 1945 iniziarono i rastrellamenti tedeschi nelle colline dell'Appennino ligure, nell'entroterra di Diano Marina, nell'area di Capo Berta,, inizialmente senza trovare i partigiani ben nascosti, i primi scontri a fuoco avvengono il 10 con la morte in combattimento di 4 partigiani, due passanti per strada trucidati, la cattura di qualche renitente alla leva nascosto, e del partigiano Lucio Ferrisi, che verrà fucilato due giorni dopo, mentre un partigiano, noto come "Turiddu" si consegnò all'ufficio politico investigativo fascista, divenendo un collaborazionista.
Nel corso di questi combattimenti, l'8 gennaio i tedeschi perdono due soldati tedeschi, noti come Carl e Otto, i dettagli della cui sorte non sono precisamente noti: o uccisi durante gli scontri, e non trovati dai loro compagni al termine del combattimento, oppure inizialmente fatti prigionieri dalle forze partigiane e poi uccisi, in ogni caso saranno sepolti dai partigiani vicino Costa d'Oneglia. Tempo dopo le loro salme saranno recuperate dai tedeschi il 28 marzo grazie ad informazioni ricevute da spie.
Il 31 gennaio due colonne militari congiunte di tedeschi e italiani (approssimativamente 200 militari) risalirono all'alba le colline, scontrandosi con un gruppo di partigiani posizionato in località “Nicuni”, presso Tavole (frazione di Prelà). Nello scontro muoiono sei partigiani: Tommaso Ricci, Manfredo Raviola, Bartolomeo Dulbecco e Ernesto Ascheri (tutti originari di Imperia), Matteo Zanoni (di Brescia), e Ivan Polesciuk (quest'ultimo ucraino/ regione Odesa città Ananiiv), altri quattro partigiani Ernesto Deri, Adler Brancaleoni, Matteo Cavallero, Biagio Giordano sono costretti ad arrendersi essendo rimasti senza munizioni, andando a raggiungere nella prigionia Carletti Doriano “Mizar” catturato il 25 gennaio, durante un precedente rastrellamento nella vicina frazione di Villatalla). A questi rastrellamenti partecipa anche una donna: Maria Zucco, nota come la donna velata, che collabora coi fascisti nel riconoscere e indicare partigiani e renitenti alla leva.

## La rappresaglia
Appresa la notizia della scomparsa di due suoi militari, il comando tedesco annunciò che in caso di loro mancata liberazione avrebbe fucilato per rappresaglia di 20 ostaggi, incluso i cinque partigiani catturati in combattimento.
Il 31 gennaio il tribunale militare tedesco, data il non ritorno dei due militari ed avendo saputo da delatori della loro uccisione, giudica colpevoli i 20 ostaggi emettendo la sentenza di condanna a morte, che si conclude con l'invito ai "banditi di abbandonare volontariamente le loro bande e presentarsi ai comandi militari ... [ove] ... non andranno incontro ad alcuna punizione".

I primi 11 ostaggi verranno fucilati il 31 gennaio stesso a Capo Berta, 4 lo saranno il 9 febbraio, e gli ultimi 5, fucilati il 15 febbraio, furono i partigiani catturati che nel frattempo erano stati rinchiusi nella prigione di Oneglia, ove furono torturati invano cercando di stappar loro informazioni.

## Il ricordo
Adler Brancaleoni era residente a Milano, durante la guerra i suoi familiari sfollarono a Cinisello Balsamo, dopo la guerra questo comune gli ha dedicato una via.